# فهرست شرکت‌های نفتی
این فهرست از شرکت‌های فعال در زمینه اکتشاف و تولید نفت (بخش بالادستی نفت) انتخاب شده‌است و شرکت‌های بخش پایین‌دستی صنعت نفت (پالایش و بازاریابی) را شامل نمی‌شود.

## آفریقا
- سوناطراک
- سونانگول
- شرکت ملی نفت کونگو
- نفت و گاز وگاس
- شرکت نفت خلیج عربی
- شرکت ملی نفت
- شرکت ملی نفت نیجریه
- ساسول
- سوداپت
- ماداگاسکار اویل

## آمریکا
- بریداس کورپوریشن
- انارسا
- وای‌پی‌اف
- وای‌پی‌اف‌بی
- پتروبراس
- اوجی‌اکس
- انکانا
- هاسکی انرژی
- ایمپریال اویل
- لاریسینا انرژی
- نالکور انرژی
- نکسن
- پتروقزاقستان
- سانکور انرجی
- سینکرود
- تالیسمن انرژی
- امبرسا ناسیونال دل پترولئو
- اکوپترول
- کوپت
- پترواکوادور
- پمکس
- پتروپرو
- پتروترین
- آنادارکو
- آپاچی کورپوریشن
- شورون
- کونوکو فیلیپس
- دوان انرژی
- اکسان‌موبیل
- گرکا انرژی
- هس کورپوریشن
- اچ‌کی‌ان
- صنایع کوک
- ماراتن اویل
- مورفی اویل
- اکسیدنتال پترولیوم
- سندریج انرژی
- شرکت نفت شل
- والکو انرژی
- اکس‌تی‌او انرژی
- آنکپ
- پترولئوس دی ونزوئلا

## آسیا
- شرکت بین‌المللی آذربایجان
- سوکار
- شرکت نفت بحرین
- پتروبنگلا
- میانما اویل اند گس اینترپرایس
- شرکت ملی نفت فلات قاره چین
- پتروچاینا
- ساینوپک
- گایل
- شرکت نفت و گاز طبیعی
- شرکت نفت هند
- کایرن ایندیا
- ریلاینس
- مدکوانرژی
- پرتامینا
- پی‌تی لاپیندو برانتاس
- شرکت ملی نفت ایران
- شرکت ملی مناطق نفتخیز جنوب
- شرکت نفت فلات قاره ایران
- شرکت نفت مناطق مرکزی ایران
- شرکت نفت شمال عراق
- شرکت نفت جنوب عراق
- شرکت نفت میسان
- شرکت نفت میدلند
- دیلک
- اسرامکو
- مودین انرژی
- اینپکس
- ژاپکس
- نیپون اویل
- کزمونای‌گس
- شرکت نفت کویت
- شرکت پیمانکاران تلفیقی لبنان
- پتروناس
- توسعه نفت عمان
- شرکت توسعه نفت و گاز
- پاکستان پترولیوم
- شرکت گاز ماری
- پترون
- شرکت ملی نفت فیلیپین
- قطر پترولیوم
- سعودی آرامکو
- شرکت نفت سنگاپور
- سیلان پترولیوم کورپوریشن
- شرکت ملی نفت کره
- سی‌پی‌سی کورپوریشن
- پی‌تی‌تی
- ادنوک
- اینوک
- کرسنت پترولیوم
- پتروویتنام

## استرالیا و اقیانوسیه
- بی‌اچ‌پی بیلیتون
- سانتوس لیمیتد
- وودساید پترولیوم
- تاد انرژی
- اوریجین انرژی
- نفت و گاز نیوزلند

- ساینوپک

## اروپا
- اوام‌وی
- پترول ای‌دی
- آی‌ان‌آ
- دونگ انرژی
- مرسک اویل
- آتلانتیک پترولیوم
- توتال
- آروه‌ئه دی‌ای‌ای
- وینترشال
- هلنیک پترولیوم
- مول گروپ
- انی
- آسکوم گروپ
- / رویال داچ شل
- دی‌ان‌او اینترنشنال
- استات اویل
- گروپا لوتوس
- پی‌جی‌نیگ
- اورلن
- گالپ انرژیا
- پتروم
- رومپترول
- باش‌نفت
- گازپروم نفت
- لوک اویل
- روس‌نفت
- راس‌نفت
- سیبیر انرژی
- سورگوت‌نفته‌گس
- تات‌نفت
- تی‌ان‌کی-بی‌پی
- سپسا
- رپسول
- لاندین پترولیوم
- شرکت نفت ترکیه
- گالیک انرژی
- اکرنفتا
- بی‌جی گروپ
- بی‌پی
- کارین انرژی
- پرنکو
- پرمیر اویل
- سالاماندر انرجی
- استون اینترپرایسز
- تولا اویل